# Владан Ђокић
Владан Ђокић (Београд, 20. септембар 1963) српски је универзитетски професор и урбаниста. Тренутни је ректор Универзитета у Београду.

## Биографија
Рођен је 20. септембра 1963. године у Београду, где је завршио основну школу и Тринаесту београдску гимназију, а потом 1988. године дипломирао на Архитектонском факултету Универзитета у Београду. Као студент је професионалну праксу обавио у архитектонској фирми MM Architectes у Монтреалу. Магистрирао је 1991. године на Универзитету Јужне Калифорније, а докторирао 1998. на свом матичном факултету у Београду.
Новембра 1998. године на Архитектонском факултету у Београду одбранио је докторску дисертацију. Од априла 1992. године запослен је као асистент приправник, а 1994. године изабран је у звање асистента на предмету Урбана средина и урбанизација на Катедри за урбанизам и просторно планирање Архитектонског факултета у Београду. У периоду сарадничког звања ангажован је у настави на предметима Катедре за урбанизам и просторно планирање: „Урбана средина и урбанизација”, „Урбана структура и зонирање”, „Урбане функције” и „Урбанистичко и просторно планирање”. Поред ангажмана на предметима Катедре за урбанизам и просторно планирање, у периоду од шест година, учествује и у реализацији синтезне наставе на предметима „Синтезни пројекат 1”, „Синтезни пројекат 2” и „Синтезни пројекат 3”, Катедре за архитектонско и урбанистичко пројектовање.
У фебруару 1999. изабран је у звање доцента на предметима Урбана средина и урбанизација и Урбана структура (касније Урбана морфологија) на Катедри за урбанизам и просторно планирање. У звање ванреденог професора за ужу област урбанизам и просторно планирање изабран је 2004. године, а 2010. постао је редовни професор на Департману за урбанизам Архитектонског факултета.
Од 2006. до 2012. био је продекан за науку Архитектонског факултета.
Поред националних активно је учествовао и у реализацији два међународна научна пројекта: од 2002-2005. године Development of Higher Architectural Education in Serbia - Curriculum Reforms at the Faculty of Architecture, University of Belgrade (TEMPUS JEP - 17038 – 2002), којим је реформисан нови студијски програм основних и мастер академских студија на Архитектонском факултету у Београду и од 2006-2009. године Master Programme In Land Law and Economy (TEMPUS JEP 41037 2006 Serbia), којим је припремљен нови студијски програм дипломских академских студија на Грађевинском факултету у Београду „Управљање земљиштем“.
Као наставник више година учествује у извођењу наставе на Архитектонско-грађевинском факултету Универзитета у Бањалуци, Архитектонском факултету Универзитета у Подгорици и на Грађевинском факултету у Београду.
Од оснивња (2009) Проф. Ђокић је главни и одговорни уредник међународног научног часописа из области архитектуре и урбанизма Serbian Architectural Journal (SAJ).
Изабран је за декана Архитектонског факултета у Београду за период 2012-2015. школске године, и у наредном мандату, а за ректора Универзитета у Београду изабран је у првом мандату 2021. године, а у другом 2024, на трогодишњи период.

## Блокаде факултета и студентски протести 2024/25.
Као ректор Универзитета у Београду 13. марта 2025. је одржао конференцију за новинаре, на којој су право присуства имали само одређени медији. Тема су били актуелни студентски протести. Он је тада поновио подршку Универзитета захтевима протеста, позвао институције да их испуне и негирао наводе да студенти желе немире, апелујући да протест прође мирно. Председница Народне скупштине Ана Брнабић је ректора Ђокића након поменуте конференције оптужила за дискриминацију дела студената Универзитета и кршење Устава. Јавно су га критиковали и председник Владе Републике Србије у техничком мандату, Милош Вучевић, као и професор и судија Уставног суда Владан Петров. Дарко Глишић, министар за јавна улагања и председник Извршног одбора Српске напредне странке, током гостовања на ТВ Пинк изјавио је да Ђокић крши Закон и да мора бити ухапшен. Ове тврдње осудио је део академске заједнице, странке опозиције и студенти који протестују.
Због подршке студентских блокада факултета од стране самих управа факултета и Ректората Универзитета у Београду, група студената који се противе обустави наставе, под називом „Студенти који хоће да уче” упутила је писмо Ђокићу са питањима: на основу ког Закона им је ускраћено право на образовање и ко је донео одлуку да им је забрањено да студирају, као и питање какав је план надокнаде наставе. Ђокић није одговорио на њихово писмо, те је на питање новинара на конференцији за штампу шта има да поручи овој групи, истакао да им одговор може дати када се буде знао крај блокада факултета. Приликом гостовања у емсији на РТС 1 истако је да им није одговорио јер је писмо стигло са „незваничне неуниверзитетске интернет-адресе”, те је групу оптужио да врше раздор међу студентима. Иста група студената је затим поднела кривичну пријаву против Ђокића због тога што није обезбеђена настава за студенте који нису у блокади, чиме је извршена дискриминација између студената који подржавају и оних који не подржавају блокаде факултета. Касније је поднета и друга кривична пријава против Ђокића, за злоупотребу службеног положаја, с обзиром да се оглушио на њихове захтеве за остваривање комуникације са њим.
Дана 18. априла 2025. је у својству грађанина, Ђокић је давао исказ у Управи криминалистичке полиције, ради прикупљања обавештења у предистражном поступку због злоупотребе службеног положаја, по налогу Посебног одељења за сузбијање корупције Вишег јавног тужилаштва у Београду. Испред зграде су се окупили демонстранти који су му дали подршку уз оцене да се ради политички мотивисаном чину који је уследио након позива власти на кривичну одговорност ректора. Он је по завршетку саслушања изјавио да је кривична пријава против њега „пријава против целе академске заједнице”, као и да сматра да није учинио кривично дело. Европска комесарка за проширење Марта Кос изнела је забринутост због кривичне пријаве против Ђокића.
Након најава да би се могао наћи на „студентској листи” на ванредним парламентарним изборима за Народну скупштину Републике Србије, које студенти у блокади захтевају, 20. маја 2025. истакао је да би то доживео као гест поверења и указану част од стране студената.

## Дела
- Урбана морфологија: град и градски трг (2004)
- Приморски град у транзицији (2005, са Милић, В. А.)
- Престоница Београд (2006, са Милић, В. А.)
- Урбана типологија: градски трг у Србији (2009)
- Teorija архитектуре и урбанизма (2010, са Бојанић, П.)
- Мислити град (2011, са Бојанић, П.)
- Дијалози са архитектама (2011, са Бојанић, П.)
- Архитектура као гест (2012, са Бојанић, П.)